# مين ميندوزا
نيكوماين داي كابيلي مندوزا (من مواليد 3 مارس 1995) هي ممثلة وشخصية تلفزيونية فلبينية. وهي مشهورة بفيديو دوبماش المعدي ودورها كيايا دوب في مقابلة بعد الظهر أكل بولاجا! من خلال قسم «كاليسيري»، الذي تم بثه مسبقًا على شبكة GMA وفي جميع أنحاء العالم عبر GMA Pinoy TV.
ظهورها في أكل بولاجا! يلفت الانتباه لمدى توافقه مع الممثل المشترك الدن ريتشاردز في 16 يوليو2015  وأصبح ظاهرة تنقلها شبكة الإنترنت في جميع أنحاء الفلبين ولكن أيضا في العالم.
فازت بجائزة أفضل ممثل مساعد في مهرجان مترو مانيلا الحادي والأربعين عن أدائها في My Bebe Love: #KiligPa More.

## سيرة

### النشأة
ولدت مندوزا وترعرعت في سانتا ماريا، بولاكان، الفلبين، من قبل الزوجين ماري آن وتيودورو ميندوزا. لديه شقيقان وشقيقتان. تبدأ أسماء إخوته بـ «نيكو».
درس في مدرسة سانت بول في سانتا ماريا وكلية سانت بول بوكا في بولاكان قبل أن يواصل دراسته في كلية دي لا سال. بنيلد هو تخصص في إدارة الفنادق والمطاعم والمؤسسات وكذلك درجة الماجستير في فنون الطهي. تلقى تدريبًا عمليًا في ذا ساجامور، بولتون لاندينج، نيويورك.

## روابط خارجية
- مين ميندوزا على موقع IMDb (الإنجليزية)
- مين ميندوزا على موقع ميوزك برينز (الإنجليزية)
- الموقع الرسمي
- مين ميندوزا في قاعدة بيانات الأفلام على الإنترنت